# ザ・パークハウス浦和タワー
ザ・パークハウス浦和タワー（ザ・パークハウスうらわタワー）は、埼玉県さいたま市浦和区の超高層マンション。かつては新島とみの旧家が所在した。埼玉県内で販売された分譲マンションの中では過去最高の坪単価を記録している。

## 概要

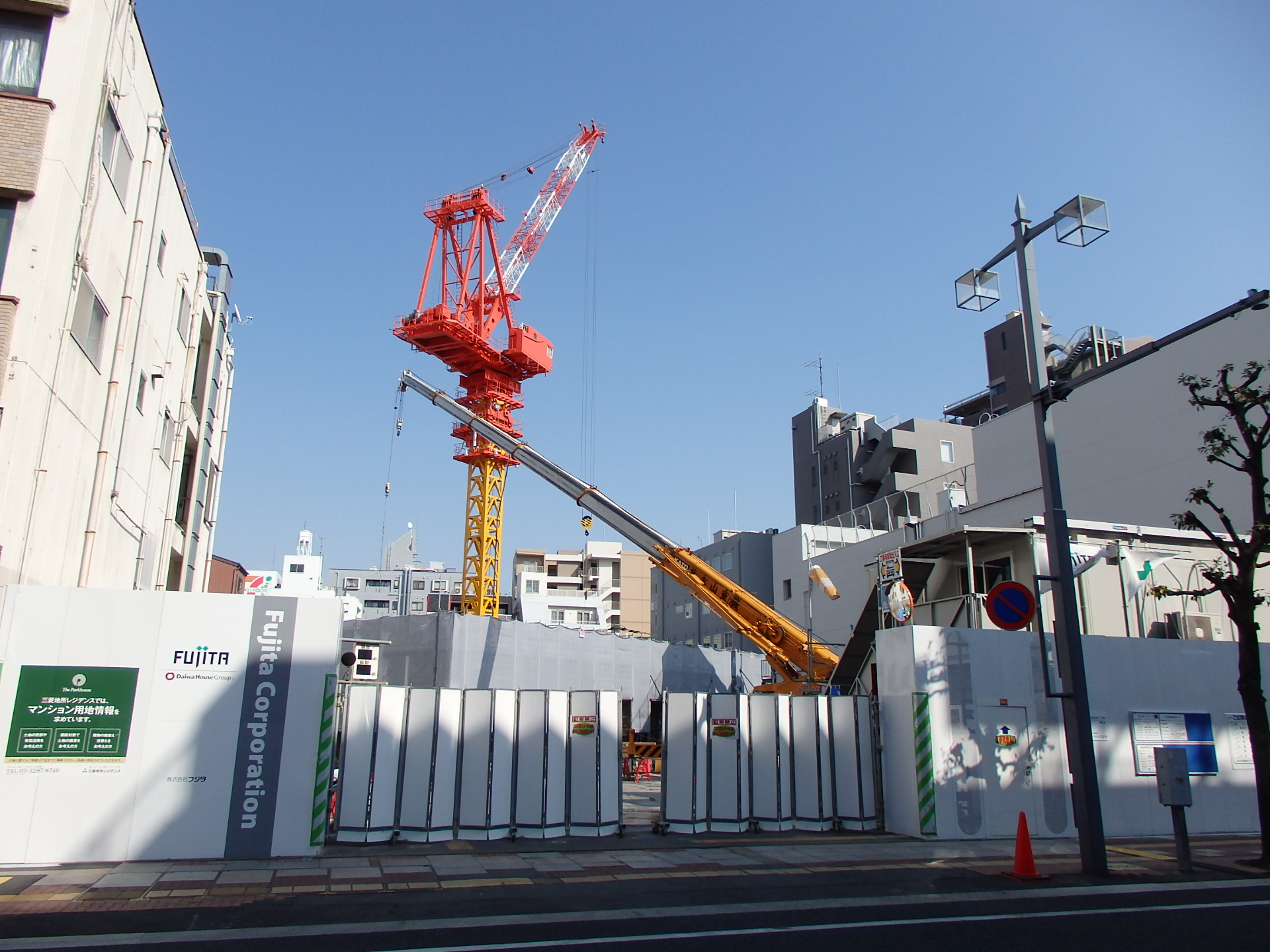
建設中の様子

さいたま市浦和区の中心部、浦和駅西口の中山道沿いに位置し、旧浦和宿本陣があった場所からやや南にあたる場所に建設されている超高層建築物。
かつては新島襄の母である新島とみの実家があった場所で、1876年にとみの自宅を買い取り浦和警察署が設置され、浦和警察署が現在地に移転後は浦和商工会議所が所在した。商工会議所が現在地に移った後も名店センターとして残っていたが、2014年に老朽化のため取り壊され、跡地が三菱地所レジデンスの免震高層マンションとして開発されることとなった。
デザインは建築家の渡辺純が監修し、「頂」をキーコンセプトに浦和のランドマークタワーとして頂部にティアラを設置するなどの演出を行っている。また、最上階の部屋の価格は1億5588万円で、坪単価は459万7823円と県内で分譲されたマンションの中では過去最高の坪単価として注目され、2015年9月には三菱地所レジデンスの販売するマンションで全国1位のモデルルーム来場者数を記録した。価格が1億円を超えるいわゆる億ション住戸は12戸で、埼玉県内では最多となっている。浦和駅周辺では4番目の高さの建築物となっている。

## 沿革
- 1876年 - 現在地にあった新島とみ実家を買取、浦和警察署が設置。
- 1957年 - 浦和警察署が常盤に移転。
- 1964年 - 警察署跡地に旧浦和市内初のデパートとして名店センターが開業。
- 2014年 - 名店センターが解体。
- 2015年 - 名店センター跡地に着工。
- 2017年3月 - 竣工。

## 周辺
- ロイヤルパインズホテル浦和
- 埼玉会館
- 埼玉県庁